# پاول کلنر
پاول کلنر (آلمانی: Paul Kellner; ۶ ژوئن ۱۸۹۰ – ۳ آوریل ۱۹۷۲) شناگر اهل آلمان بود.